# Lanzara
Lanzara is een plaats (frazione) in de Italiaanse gemeente Castel San Giorgio.